# Tahús

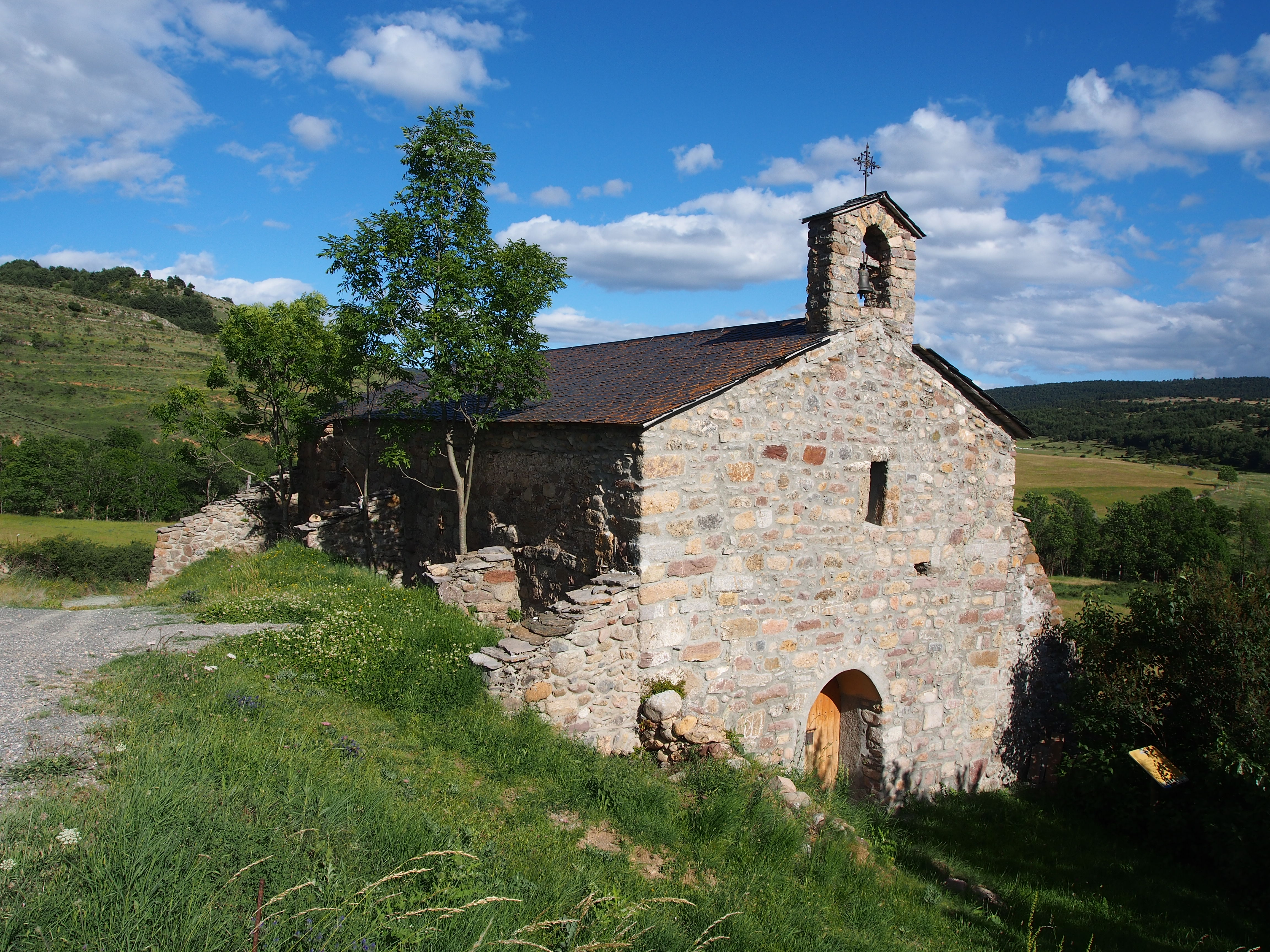
Iglesia de San Martín de Tahús.

Tahús (en catalán y oficialmente Taús) es una localidad dentro del municipio de les Valls d'Aguilar, en el Alto Urgel, provincia de Lérida, Cataluña, España. Había sido cabecera de municipio de 35,28 km², que en 1972 se unió al de Noves de Segre, creando así Valls d'Aguilar. Actualmente es una entidad municipal descentralizada de este, agrupando el pueblo de Tahús y el de Els Castells.
El pueblo de Tahús se encuentra en el sector más occidental del municipio, comprendiendo la cabecera del río Major.

## Geografía humana

### Demografía
| Gráfica de evolución demográfica de Tahús entre 1842 y 1970 |
| |
| Población de derecho según los censos de población del INE Población de hecho según los censos de población del INEEn estos censos se denominaba Talius: 1842 Entre el censo de 1981 y el anterior, este municipio desaparece porque se agrupa en el municipio 25906 (Valls d'Aguilar) |

## Lugares de interés

### Ermita románica de San Martín
La ermita románica de San Martín de Tahús forma parte de la Vía Románica, ruta transfronteriza del románico pirenaico. El edificio es de una sola nave, cubierta con vuelta de cañón, de perfil ligeramente apuntado y reforzado por dos arcos torales que arrancan de pilastras adosadas en los muros y que se prolongan al exterior del edificio en la cara norte.
El ábside de base semicircular está precedido por un arco presbiteral en el cual se abren dos nichos rectangulares. Hay dos ventanas, una al muro sur y otra al centro del ábside. La puerta original en arco de medio punto se encontraba en la fachada sur y daba acceso al cementerio, donde hay actualmente una ventana. El actual acceso se sitúa en la fachada oeste. Durante la guerra civil española se quemaron el retablo y la talla románica de la Madre de Dios. Tahús y la ermita de San Martín están documentadas por primera vez en un testamento del año 1094. 

### Iglesia de San Julián
Además, dentro del pueblo se halla una iglesia de época moderna: la iglesia de San Julián, de una sola nave con ábside rectangular y datada en el tercer cuarto del siglo XVIII. 
| Entidad de población | Habitantes (2005) |
| -------------------- | ----------------- |
| Tahús                | 43                |
| Els Castells         | 7                 |
| Fuente: Municat      |                   |